# Вьери, Лидо
Ли́до Вье́ри (Пьомбино, 16 июля 1939 года) — итальянский футболист и футбольный тренер. Выступал на позиции вратаря. Чемпион Европы 1968 года и вице-чемпион мира 1970 года (с итальянской сборной).

## Карьера игрока

### Клубная карьера
В 15 лет Вьери стал игроком молодёжного состава «Торино», он был одним из юношей, на которых руководство клуба возлагало надежды в плане восстановления команды, которая продолжала ощущать нехватку хороших игроков после трагедии в Суперга.
В возрасте 18 лет, в 1957 году, он был отдан в аренду в «Виджевано» на один сезон. Вернувшись в Турин, дебютировал в следующем году в Серии А 21 сентября 1958 года в матче против «Алессандрии» (6:1). Играл за «Торино» до 1969 года, провёл 357 матчей (275 в чемпионате, 46 в кубке Италии и 36 в еврокубках). Занимает 5-е место по количеству матчей за клуб. Выиграл кубок Италии 1968 года, в 1962/63 сезоне выиграл трофей «Комби», как лучший вратарь в Серии А.
Летом 1969 года был продан в «Интернационале», команду, с которой выиграл чемпионский титул в сезоне 1970/71, в том же сезоне установил рекорд, продержавшись 685 минут без пропущенных мячей. Сыграл за клуб 199 матчей (140 в чемпионате, 36 в кубке Италии и 23 в европкубках).
После того, как набрал оптимальную форму Ивано Бордон, Вьери покинул «Интер» в 1976 году, чтобы поиграть в «Пистойезе» в Серии C. Он внёс свой вклад в повышение команды в Серию B (в сезоне 1976/77) и в спасение от вылета в следующем сезоне, после окончания сезона 1979/80, в возрасте 41 года, он прекратил участия матчах, чтобы продолжить карьеру в качестве тренера.

### Национальная сборная
В сборной дебютировал 27 марта 1963 года в Стамбуле в матче против Турции (1:0). Вьери сыграл в общей сложности 4 матча до 1970 года, пропустив всего один гол (6 апреля 1968 года в матче с Болгарией, выйдя на замену на 66-й минуте, 2:3). Он был третьим вратарём команды на победоносном чемпионате Европы 1968 года и на чемпионате мира 1970 года в Мексике.

## Тренерская карьера
В качестве тренера Лидо Вьери дебютировал со своей последней профессиональной командой, «Пистойезе», за которой последовали «Сиракуза», «Массезе», «Каррарезе» и «Юве Стабия».
Затем он занимал должность тренера вратарей и в течение длительного времени занимался подготовкой крайних защитников «Торино» (до 2005 года). Также он провёл три сезона как главный тренер «бордовых», чтобы заменить уволенных предшественников.
В сезоне 2005/06 он был тренером вратарей «Понтассиеве». Он также работал в качестве инструктора в футбольной школе «Габетто» в Турине и был тренером вратарей «Интера».
В феврале 2006 года как живой символ спорта в Турине он участвовал в церемонии открытия ХХ зимних Олимпийских игр на Олимпийском стадионе.